# Гаяць
44°32′ пн. ш. 14°53′ сх. д. / 44.53° пн. ш. 14.89° сх. д.
Гаяць (хорв. Gajac) — населений пункт у Хорватії, у Лицько-Сенській жупанії у складі міста Новаля.

## Населення
Населення за даними перепису 2011 року становило 84 осіб.
Динаміка чисельності населення поселення:

## Клімат
Середня річна температура становить 14,80 °C, середня максимальна – 27,44 °C, а середня мінімальна – 2,92 °C. Середня річна кількість опадів – 961 мм.
| Клімат поселення                              | Клімат поселення | Клімат поселення | Клімат поселення | Клімат поселення | Клімат поселення | Клімат поселення | Клімат поселення | Клімат поселення | Клімат поселення | Клімат поселення | Клімат поселення | Клімат поселення | Клімат поселення |
| Показник                                      | Січ.             | Лют.             | Бер.             | Квіт.            | Трав.            | Черв.            | Лип.             | Серп.            | Вер.             | Жовт.            | Лист.            | Груд.            |                  |
| Середній максимум, °C                         | 10,43            | 10,58            | 13,11            | 16,64            | 21,45            | 25,34            | 27,44            | 27,43            | 23,34            | 18,95            | 13,88            | 11,21            |                  |
| Середня температура, °C                       | 6,68             | 6,81             | 9,36             | 12,88            | 17,68            | 21,59            | 24,15            | 24,15            | 20,06            | 15,69            | 10,60            | 7,93             |                  |
| Середній мінімум, °C                          | 2,93             | 3,05             | 5,59             | 9,13             | 13,93            | 17,81            | 20,88            | 20,88            | 16,79            | 12,40            | 7,33             | 4,66             |                  |
| Норма опадів, мм                              | 79               | 67               | 67               | 70               | 68               | 64               | 38               | 57               | 111              | 121              | 120              | 99               |                  |
| Середньомісячна швидкість вітру, м/с          | 2.93             | 3.09             | 3.20             | 3.00             | 2.70             | 2.50             | 2.50             | 2.46             | 2.60             | 2.80             | 3.30             | 3.20             |                  |
| Середньомісячна сонячна радіація, кДж/м²·день | 4697             | 7481             | 11034            | 15851            | 20297            | 22226            | 23771            | 20660            | 14969            | 9603             | 5159             | 3986             |                  |
| --------------------------------------------- | ---------------- | ---------------- | ---------------- | ---------------- | ---------------- | ---------------- | ---------------- | ---------------- | ---------------- | ---------------- | ---------------- | ---------------- | ---------------- |
| Джерело:                                      |                  |                  |                  |                  |                  |                  |                  |                  |                  |                  |                  |                  |                  |